# Karabin maszynowy MG 15
MG 15 (niem. Flugzeugmaschinengewehr MG 15) – lotniczy karabin maszynowy kalibru 7,92 mm opracowany przez zakłady Rheinmetall-Borsig w 1932 roku.
Podczas II wojny światowej MG 15 był używany przez Luftwaffe jako uzbrojenie obronne w ruchomych stanowiskach strzeleckich większości bombowców i samolotów obserwacyjnych. Zasilany był standardową amunicją karabinową z magazynka siodłowego (dwubębnowego) o pojemności 75 nabojów. Pod spodem umieszczono zbieracz łusek w postaci worka z tkaniny, a później owalnego pojemnika z metalu. W celu ułatwienia strzelcowi wprowadzania poprawek kątowych podczas strzelania, zainstalowano wychylaną pędem powietrza muszkę wiatrową.
Od 1942 r. zaczęto zastępować MG 15 w roli uzbrojenia lotniczego, skuteczniejszymi karabinami maszynowymi kalibru 13 i 15 mm (MG 81, MG 131) i 20 mm działkami (MG 151). Dotychczas używane karabiny MG 15 znalazły się na uzbrojeniu piechoty, zwłaszcza naziemnych oddziałów Luftwaffe, ponieważ Wehrmacht był uzbrojony w inne karabiny typu MG 34 i MG 42.
Zmiana przeznaczenia MG 15 do walki naziemnej spowodowała konieczność wprowadzenia przeróbek umożliwiających jego montaż na standardowej trój- lub dwunożnej podstawie MG i uchwyt do przenoszenia. Oficjalnie wyprodukowano 17 648 sztuk MG 15. Dokładna liczba karabinów przerobionych dla wojsk naziemnych nie jest znana.

## Galeria

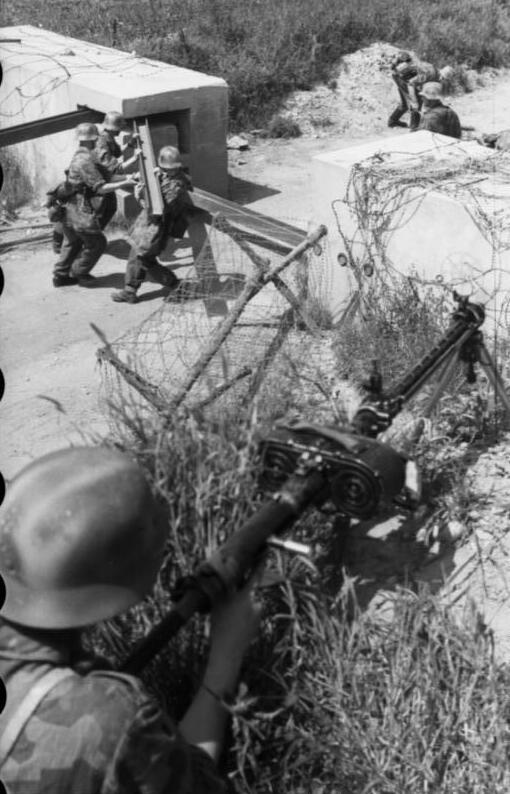
Żołnierz z MG 15 w północnej Francji (1944)
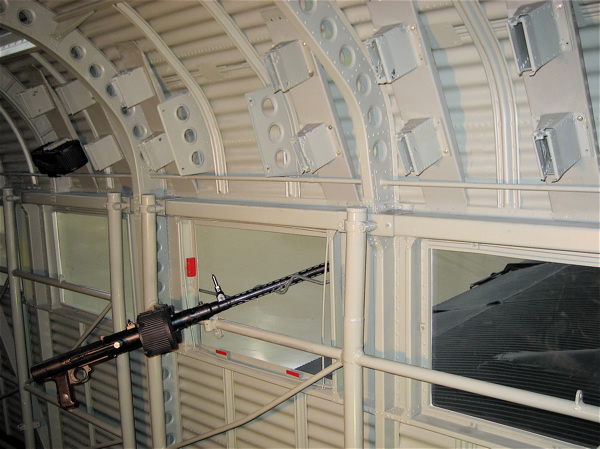
MG 15 zamontowany w samolocie transportowym Junkers Ju 52